# Bharoopra clavosignata
Bharoopra clavosignata är en insektsart som beskrevs av Webb 1983. Bharoopra clavosignata ingår i släktet Bharoopra och familjen dvärgstritar. Inga underarter finns listade i Catalogue of Life.